# Perfect Strangers
Perfect Strangers — одиннадцатый студийный альбом британской рок-группы Deep Purple и первый, записанный воссоединившимся «классическим составом» группы, вышедший в ноябре 1984 года.

## История создания
После нескольких неудачных попыток собрать группу по инициативе звукозаписывающих компаний группа, наконец, в марте 1984 года собралась по инициативе Иэна Гиллана. 18 апреля 1984 года был подписан контракт, а 27 апреля по радио BBC было объявлено о воссоединении группы. В мае участники группы собрались для работы над новым альбомом в особняке Lorge, в штате Вермонт, где был записан альбом Rainbow «Bent Out Of Shape». Лорд вспоминал:

Мы с Пейси вошли [и] я нервничал, как котёнок. А потом появился Иэн Гиллан, которого я видел незадолго до того. Вошёл Роджер, которого я видел месяца два назад. А кто был последним? Да, человек в чёрном. И я не видел его десять лет — только на сцене; я был на концерте Rainbow, но потом не пошёл за кулисы, не знаю почему. И я был так рад его видеть. Когда он вошёл в эту комнату, внезапно эти пять человек оказались вместе впервые за десять лет. Все просто начали улыбаться. И я думаю, что именно Ричи сказал: «Хорошо, тогда давайте сделаем это».
Оригинальный текст (англ.)Paicey and I walked in [and] I was nervous as a kitten. And then Ian Gillan came in, whom I'd seen recently before that. Roger came in, whom I'd seen about two months before. And who was last? Yes, the man in black. And I hadn't seen him for ten years — only onstage; I'd been to a Rainbow show, but I didn't go backstage afterward, I don't know why. And I was so pleased to see him. When he walked into that room, suddenly these five people were together for the first time in ten years. Everybody just started smiling. And I think it was Ritchie who said, 'Right then, well let's do it.'
В отличие от периода 1969—1973 годов, в области сочинения песен уже не было равенства. Основная часть музыки была написана Блэкмором, причём риффы песен «Perfect Strangers» и «Knocking at Your Back Door» были подготовлены Блэкмором и Гловером ещё во времена Rainbow. Гиллан и Гловер сочиняли тексты песен. Всего лишь одна песня из нового репертуара воссоединившихся Deep Purple — «Nobody’s Home» — была приписана всем пяти участникам группы. И хотя Гиллан и Гловер пытались вернуть все к ситуации «все за одного», Блэкмор держался твёрдо. Только когда Блэкмор покинул группу в 1993 году, этот вопрос был окончательно решён. Позднее Гиллан вспоминал: «Каждая песня начинается с Иэна Пейса. И то, что он не пишет слов и не играет на гитаре, вовсе не означает, что ему нечего было добавить от себя».
К записи приступили в другом месте — в городке Стоу (Вермонт), куда музыканты переехали 6 июля, а через четыре дня началась работа, которая продолжалась (с перерывами) до 26 августа. Работали не спеша, не забывая об отдыхе, часто устраивая футбольные состязания. 1 сентября в мюнхенской «Tennessee Tonstudio» началось микширование альбома. Продюсером стал Роджер Гловер. Первоначально альбом хотели назвать «The Sound Of Music», но 20 сентября сменили его на Perfect Strangers («Совсем чужие»).
22 сентября «The Daily Mirror» опубликовала первую официальную фотографию возрождённой группы, а 5 октября в Бедфорде (Англия) началась подготовка к предстоящему туру.
Известный своей неуживчивостью Блэкмор шутил, что альбом надо бы назвать Наконец-то альбом 1974 года, намекая на то, что последний альбом, записанный в этом составе, вышел ещё в 1973 году (Who Do We Think We Are). Такое рвение не осталось без последствий: альбом получился очень удачным, быстро стал платиновым, занял 5-е место в хит-параде Великобритании и 17-е место в США. Deep Purple отправились в мировое турне, кульминацией которого стало выступление перед 80 000 британских поклонников в Knebworth Park (Норт-Хартфордшир) в июне 1985 года.
Альбом был издан на LP, CD и кассете в ноябре 1984 года, и два последних носителя содержали бонус-трек «Not Responsible». 22 июня 1999 года альбом был переиздан, туда также была включена инструментальная композиция «Son of Alerik», ранее доступная на стороне B сингла «Perfect Strangers» британского выпуска.

## Список композиций
Слова и музыка всех песен — написаны Ричи Блэкмором, Иэном Гилланом и Роджером Гловером, кроме специально указанных.
| №  | Название                                              | Длительность |
| -- | ----------------------------------------------------- | ------------ |
| 1. | «Knocking at Your Back Door»                          | 7:00         |
| 2. | «Under the Gun»                                       | 4:35         |
| 3. | «Nobody’s Home» (Блэкмор, Гиллан, Гловер, Лорд, Пейс) | 3:55         |
| 4. | «Mean Streak»                                         | 4:20         |
| 5. | «Perfect Strangers»                                   | 5:23         |
| 6. | «A Gypsy’s Kiss»                                      | 5:14         |
| 7. | «Wasted Sunsets»                                      | 3:55         |
| 8. | «Hungry Daze»                                         | 4:44         |

| №  | Название          | Длительность |
| -- | ----------------- | ------------ |
| 9. | «Not Responsible» | 4:36         |

| №                   | Название                  | Длительность |
| ------------------- | ------------------------- | ------------ |
| 10.                 | «Son of Alerik» (Блэкмор) | 10:02        |
| Общая длительность: | Общая длительность:       | 54:15        |

## Оценки критиков
| Оценки критиков   | Оценки критиков |
| Источник          | Оценка          |
| ----------------- | --------------- |
| AllMusic          | [ 7 ]           |
| Мартин Попофф     | 10/10           |
| Rock Hard         | 9.0/10          |
| Rolling Stone     | [ 10 ]          |
| Георгий Старостин | 7/15            |
| uDiscover Music   | (без оценки)    |
| Billboard         | (положительно)  |
| Classic Rock      | [ 14 ]          |

Альбом получил неоднозначные отзывы. Дебора Фрост из Rolling Stone в своем обзоре заметила, что, за исключением двух синглов, «материал состоит из наспех сбитых джемов» и задалась вопросом, не был ли релиз просто сделан «для того, чтобы нажиться на нынешнем увлечении тяжелым металлом». Но она также заявила: «страт[окастер] Блэкмора имеет такой сильный рев, что вы готовы просто позволить ему немного отразиться в ваших барабанных перепонках. И приятно снова услышать несинтезированные органные шквалы Джона Лорда, электризующий барабанный бой Яна Пейса, завывания и шёпот Яна Гиллана и твёрдые басовые линии Роджера Гловера», хотя «в отличие от Гловера, внешний продюсер мог бы заставить группу подтянуть свои партии и аранжировки».
Канадский журналист Мартин Попофф в «The Collector’s Guide to Heavy Metal: Volume 2: The Eighties» высоко оценил этот альбом-возвращение, который «только делает кивок в адрес 70-х» и концентрируется «на песенном искусстве, а не на демонстрации техники», помещая Deep Purple как «точку отсчёта жанра в металле без категоризации».
Обозреватель издания Classic Rock Джефф Бартон: «Итак, Perfect Strangers, камбэк-альбом Mk II. Соответствует ли он шумихе? Открывая альбом Knocking At Your Back Door, группа вступает в свой ритм с обманчивой лёгкостью, а не скрипом коленных суставов. Затем следует плотный Under The Gun, Nobody's Home поддерживает температуру кипения, а Mean Streak напоминает о молниеносной славе Speed King.  Замысловатый и, да, похожий на Zep заглавный трек является бесспорной изюминкой второй стороны. По сей день он остается основой живого сет-листа Purple.  В итоге, Perfect Strangers был и остаётся ни крупным откровением, ни сокрушительным разочарованием».
Немецкое издание журнала Metal Hammer, включившее Perfect Strangers в свой список «500 лучших металлических альбомов всех времён», дало положительную оценку этой записи: «Великолепное возвращение состава Mk II: британская группа, вдохновлённая более современным роком 1980-х, вернулась на вершины хит-парадов благодаря блестящему исполнению песен, ставших классическими, таких как заглавный трек и „Knocking At Your Back Door“».

## Синглы
- Perfect Strangers (1985), 48-е место в Великобритании (был выпущен Polydor в январе под номерами POSP 719(7" p/s), POSPP 719(7" pic disc), POSEX 719 (12" p/s) и POSJ 719(DJ 7" p/s)
- Knocking at Your Back Door (1985), 61-е место в США
- Knocking at Your Back Door/Perfect Strangers (1985), 68-е место в Великобритании

## Участники записи
- Ричи Блэкмор — гитара
- Иэн Гиллан — вокал, гармоника
- Роджер Гловер — бас-гитара, синтезатор
- Джон Лорд — орган, клавишные
- Иэн Пейс — ударные

## Позиции в хит-парадах
| Чарт (1984)                         | Наивысшая позиция |
| ----------------------------------- | ----------------- |
| Швейцария (Schweizer Hitparade)     | 1                 |
| Германия (Offizielle Top 100)       | 1                 |
| Норвегия (VG-lista)                 | 1                 |
| Швеция (Sverigetopplistan)          | 1                 |
| Великобритания (UK Albums Chart)    | 5                 |
| Франция (SNEP)                      | 5                 |
| Австрия (Ö3 Austria)                | 5                 |
| Италия (Classifica album)           | 9                 |
| Новая Зеландия (RMNZ)               | 12                |
| Нидерланды (Album Top 100)          | 16                |
| Финляндия (Suomen virallinen lista) | 39                |
| Чарт (1985)                         | Наивысшая позиция |
| США (Billboard 200)                 | 17                |
| Канада (Canadian Albums Chart)      | 22                |

| Чарт (1984)                  | Позиция |
| ---------------------------- | ------- |
| Великобритания (Gallup Poll) | 93      |
| Италия (FIMI)                | 68      |
| Чарт (1985)                  | Позиция |
| Канада (RPM Year-End)        | 91      |